# Carolyne zu Sayn-Wittgenstein
Carolyne zu Sayn-Wittgenstein nata Karolina Elżbieta Iwanowska, (Voronivtsi, 8 febbraio 1819 – Roma, 9 marzo 1887) è stata una nobildonna polacca che per quarant'anni fu l'amante di Franz Liszt.

## Biografia
Nacque nell'odierna Voronivtsi (Воронівці in lingua ucraina) nell'attuale Ucraina, uno dei tanti possedimenti dei suoi genitori nella Polonia orientale, divenuta poi una provincia dell'Impero russo.
Il 26 aprile 1836, sposò un ufficiale russo, il principe Nikolaus zu Sayn-Wittgenstein-Ludwigsburg (1812–1864; figlio di Peter Wittgenstein) un membro dell'antica casata nobiliare della Germania Baltica. Essi ebbero una sola figlia, Marie Pauline Antoinette (1837–1920) che sposò il principe Costantino di Hohenlohe-Schillingfürst.

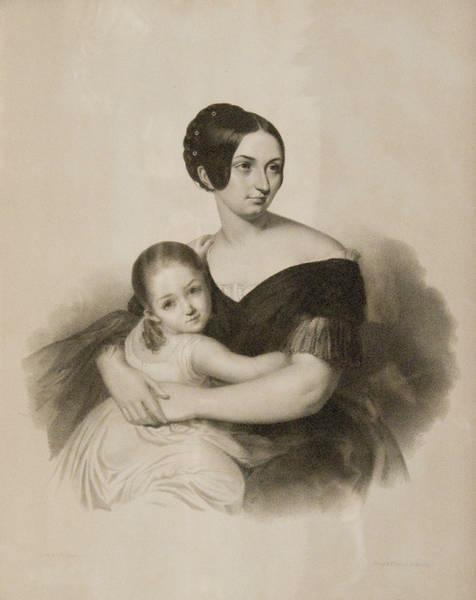
Carolyne zu Sayn-Wittgenstein con sua figlia Marie, intorno al 1840

La principessa Carolyne incontrò Franz Liszt nel 1847, durante una delle sue numerose tournée in Russia. Ella si allontanò poi dal marito per qualche tempo e nel 1848 andò a vivere con Liszt a Weimar.
La principessa, cattolica, voleva sposare Liszt e regolarizzare la loro unione, ma poiché lei era ancora sposata e suo marito era ancora vivo, doveva convincere le autorità ecclesiastiche che il suo matrimonio non era stato valido. Dopo un complesso processo riuscì ad ottenere un temporaneo successo (settembre 1860). Venne fatto un programma secondo il quale la coppia si sarebbe dovuta sposare a Roma per il 50º compleanno di Liszt, il 22 ottobre 1861. Liszt giunse a Roma il giorno precedente, solo per apprendere che la principessa non poteva sposarlo. Sembra che sia suo marito sia lo zar di Russia, fossero riusciti a far annullare il permesso per il matrimonio da parte del Vaticano. Il governo russo sequestrò anche le sue molte proprietà (possedeva migliaia di servi della gleba), cosa che fece sì che ella non potesse sposare Liszt né alcun altro. Inoltre, lo scandalo avrebbe seriamente danneggiato il matrimonio della figlia, e fu per questo che il principe pose fine al matrimonio in programma.
Successivamente, il suo rapporto con Liszt divenne un amore platonico, soprattutto dopo che questi ricevette gli ordini minori della Chiesa cattolica e divenne un abate.
La principessa Carolyne fu una giornalista dilettante e una scrittrice di saggi; si dice che abbia avuto gran parte nella scrittura vera e propria di molte delle pubblicazioni di Liszt, in particolare del suo Chopin, scritto dopo la morte del compositore Fryderyk Chopin. Intrattenne un'enorme corrispondenza con Liszt e molti altri personaggi, carteggio che ha un vitale interesse storico. Ha ammirato e incoraggiato Hector Berlioz, come risulta dalle loro fitta corrispondenza. Berlioz dedicò Les Troyens alla principessa Carolyne.
Ella non riuscì a risollevarsi dalla morte di Liszt e gli sopravvisse soltanto alcuni mesi. Morì a Roma il 9 marzo 1887.
Il suo personaggio venne interpretato da Capucine nel film del 1960 Estasi.

## Opere
Carolyne zu Sayn-Wittgenstein fu una scrittrice, ma la maggior parte delle sue opere vennero edite privatamente: la principale di queste fu:
- Des causes intérieures de la faiblesse extérieure de l'Église, 24 vols. Questo libro venne messo all'Index Librorum Prohibitorum[4]

Venne pubblicata postuma:
- La vie chretienne au milieu du monde et en notre siècle. Entretiens pratiques recueillis et publiés par Henri Lasserre, Paris 1895 (FR)